# Федьків Роман Васильович
Роман Васильович Федьків — майор Збройних сил України.
Станом на березень 2017-го — військовослужбовець 40-ї бригади тактичної авіації.

## Нагороди
8 вересня 2014 року — за особисту мужність і героїзм, виявлені у захисті державного суверенітету та територіальної цілісності України, вірність військовій присязі під час російсько-української війни, відзначений — нагороджений орденом Богдана Хмельницького III ступеня.